# Novoandriivka, Solone
Novoandriivka (în ucraineană Новоандріївка) este un sat în comuna Oleksandropil din raionul Solone, regiunea Dnipropetrovsk, Ucraina.

## Demografie
Componența lingvistică a localității Novoandriivka
     Ucraineană (100%)
Conform recensământului din 2001, toată populația localității Novoandriivka era vorbitoare de ucraineană (100%).